# 북포초등학교
북포초등학교는 대한민국 인천광역시 옹진군 백령면에 있는 공립 초등학교이다.

## 학교 연혁
- 1935년 11월 19일 가을 공성학원 인가
- 1944년 3월 31일 백령국민학교 가을분교장 인가
- 1967년 2월 3일 두무진 분교장 인가(1991년 폐교)
- 1996년 3월 1일 북포초등학교로 교명 변경
- 2007년 12월 17일 2007학년도 학교 평가 우수학교 표창